# Isognathus mossi
Isognathus mossi Clark, 1919 è un lepidottero appartenente alla famiglia Sphingidae, diffuso in America Meridionale.

## Descrizione

### Adulto
Nell'insieme risulta abbastanza simile a I. menechus, ma con colorazioni in generale più scure e dimensioni più ridotte.

La pagina superiore dell'ala anteriore è di color grigio intenso, e mostra un paio di linee trasversali più scure che, seppur separate all'altezza della costa, si riavvicinano posteriormente, per poi giungere unitamente al margine posteriore.

La pagina inferiore ricorda quella di I. excelsior e di I. menechus, essendo tinta di un marroncino alquanto uniforme, con lievi striature trasversali di colore più intenso.

L'ala posteriore è gialla per i tre quarti basali, ma mostra una banda marrone che parte dal quarto distale della costa e giunge, con margine interno dentellato, fino all'angolo anale, dove si stempera in una macchia più sbiadita, di un colore che richiama quello dell'ala anteriore, occupando l'intera lunghezza del termen.

La pagina inferiore, anch'essa simile a quella di I. excelsior e I. menechus, rivela invece una larga banda costale marroncina, che prosegue anche per tutto il margine esterno fino all'angolo anale, via via assottigliandosi; il resto della superficie dell'ala è campito di una tonalità di giallo analoga a quella della superficie dorsale.

L'apice dell'ala anteriore è impercettibilmente falcato. Il termen è solo lievemente dentellato in ambo i sessi, ma soltanto nell'ala anteriore.

Le antenne sono filiformi e uncinate all'estremità, con una lunghezza di poco inferiore alla metà della costa.

Il torace è scuro dorsalmente, ma risulta più chiaro sulla superficie ventrale.

L'addome rivela, a livello dei tergiti, bande trasversali appena percettibili, mentre sul ventre assume la stessa tonalità chiara del torace (maggiormente pallida nella femmina).

L'apertura alare del maschio è circa 36 mm, mentre quella della femmina arriva a 41 mm.

### Larva
Il bruco è cilindrico, con capo piccolo, tondeggiante e giallastro. La colorazione di fondo è bruna e alquanto scura, con due linee biancastre dorso-laterali. Il cornetto caudale sull'ottavo urotergite è affusolato e molto lungo. La colorazione vivace suggerisce che possa essere di sapore sgradevole per i predatori.

### Pupa
La crisalide è adectica ed obtecta, con un cremaster poco sviluppato; si rinviene all'interno di un bozzolo dalle pareti sottili, posto negli strati superficiali della lettiera del sottobosco.

## Biologia

### Comportamento
La specie, come le sue congeneri, ha abitudini principalmente crepuscolari. Durante l'accoppiamento, le femmine richiamano i maschi grazie ad un feromone rilasciato da una ghiandola posta all'estremità addominale.

L'adulto emerge dal bozzolo da 8 a 24 giorni dopo l'impupamento.

### Periodo di volo
La specie è multivoltina, con adulti che sfarfallano in tutti i mesi dell'anno.

### Alimentazione
Le piante ospiti sono membri delle Apocynaceae.

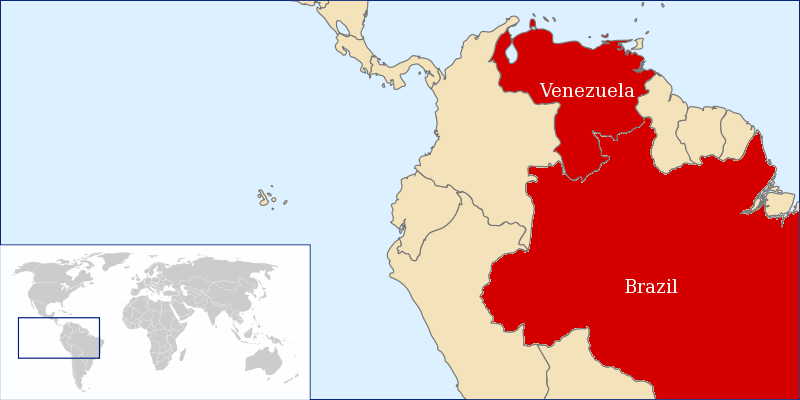
L'areale di questa specie comprende il Brasile e il Venezuela

## Distribuzione e habitat
L'areale della specie è esclusivamente neotropicale, comprendendo il Brasile orientale (locus typicus della sottospecie I. m. mossi: Manaus) ed il Venezuela (locus typicus di I. m. fabianae).
L'habitat è rappresentato da foreste tropicali, e sub-tropicali, dal livello del mare fino a modeste altitudini.

## Tassonomia

### Sottospecie
Sono state distinte due sottospecie.
- Isognathus mossi mossi Clark, 1919 - Proc. New Engl. zool. Club. 6: 106 - Locus typicus: Manaus, Brasile[1]
- Isognathus mossi fabianae Lichy, 1981 - Boln Ent. venez. 1 (5): 65 - Locus typicus: Venezuela, Stato di Amazonas, Yavita, Istmo di Tuamini, nei pressi del Rio Temi, alt. 128 m, circa 2°55'N 67°25'W, 21.9.1974[9] - Questa sottospecie presenta ali anteriori lievemente più chiare, in cui le geometrie risaltano maggiormente.[8]

### Sinonimi
Non sono stati riportati sinonimi.